# Aeropuerto de Kuppam
El Aeropuerto de Kuppam (Aeropuerto Nacional) es un aeropuerto público en construcción en Kuppam, en el estado de Andhra Pradesh, India. El aeropuerto totalmente nuevo será construido por la Corporación de Infraestructura de Andhra Pradesh Limited ( INCAP ). El aeropuerto gestionará operaciones de pasajeros y carga. El emplazamiento del proyecto se encuentra en Shantipuram mandal, a unos 25 km del autopista propuesta de ocho carriles Chennai-Bangalore, y se construirá a un costo estimado de ₹ 100 crore en 1000 acres (4 km²) 
Detalles del proyecto del aeropuerto por APADCL : -
Detalles del proyecto del aeropuerto de Kuppam
Las regiones de los alrededores de Kuppam cuentan con una amplia presencia hortícola, con varias plantaciones de flores, frutas y verduras. En el distrito de Chittoor también ha aumentado la actividad industrial. Para beneficiar a la economía de la zona, se ha propuesto la construcción de un aeropuerto de carga.
En 2015, el INCAP realizó un estudio de viabilidad para el desarrollo de cinco aeropuertos en el estado, incluido el de Kuppam. El Gobierno central de la India aprobó la propuesta de una pista de aterrizaje en Kuppam el 2 de agosto, 2018. El  Ministro Principal de Andhra Pradesh en ese momento, Chandrababu Naidu, colocó la primera piedra del proyecto del aeropuerto el 3 de enero de 2019. Originalmente, estaba previsto que la construcción se completara en ocho meses. Se prevé que las obras comiencen en 2023 y finalicen en diciembre de 2024.